# ナガレホトケドジョウ
ナガレホトケドジョウ（流仏泥鰌、Lefua torrentis）は、フクドジョウ科の淡水魚。日本固有種であり、長らく未記載種とされていたが、2018年に新種として記載された。

## 分布
本州の和歌山県・奈良県西部・大阪府・滋賀県西部・京都府・福井県・兵庫県・岡山県北部・島根県東部、四国の徳島県北部・香川県、小豆島、淡路島。愛媛県にも分布する可能性がある。

## 形態
体長は5-7cm。鼻孔に1対、口部に3対の、計4対8本の口髭を有する。腹鰭基部は背鰭基部よりかなり前方。尾鰭後縁はやや直線的で、丸い。眼は比較的小さく、体のやや側部に位置する。吻端から眼にかけて明瞭な縦条模様をもつ。

## 生態
河川源流から上流部の、岩礫から砂礫底の流れのある、樹林に囲まれた、小規模な瀬と淵と淀みが連続する環境に生息する。繁殖期は5-7月で、夜間に植生のない岩の下などの狭い隙間において、1尾のメスに複数のオスが追尾して卵黄径が約1.4mmの卵をばら撒く。卵からふ化した仔魚は浮遊期を持たず、底生生活にすぐ入る。成熟には2-3年を要する。寿命は長く、15年程度生きることが知られている。底生の小動物を食す雑食性。

## 名称
1970年代から本種の存在は指摘されてきた。1980年代にホトケドジョウとは別種である可能性が高いとして「ナガレホトケドジョウ」という標準和名が提唱された。以下のような地方名がある。
- 分布域全域：ホトケドジョウ（混称）
- 京都府：ヤマニラミ
- 奈良県：カワオメキ
- 和歌山県：ヂャリヂャメ

## 分類
同所的に分布することもあるホトケドジョウL. echigoniaとは、体色や暗色斑の有無で識別される。本種と同様に2019年まで未記載種とされてきたトウカイナガレホトケドジョウL. tokaiensisは本種に酷似しているが、尾鰭基部や尾鰭後縁の形態で区別でき、分布域も異なる。

### 下位分類
系統によって紀伊・四国集団、山陽集団、日本海集団に区別され、形態から無斑型と斑紋型の2型に大別される。2021年には、福井県九頭竜川水系から既知の集団とは形態・系統的に異なる嶺北集団が報告されている。
系統と斑紋の斑紋の有無で以下の3型に分けられる。3型は分布域がどこまでなのかは詳しくわかっていない。
山陽型
詳しいことはわかっていないが、他2型と明確に系統が別である。斑紋はない。
斑紋型
紀伊半島や、四国、淡路島、小豆島に広く分布する。体側や背鰭、尾鰭に、眼径より大きいシミのような暗色斑紋が不規則に散在する。
無斑型
兵庫県や京都府に分布する。斑紋型とは分布域が同じだがある程度分布地域に差がある。目立つ斑紋がない。

## 保全状況
砂防ダムなどの環境改変が影響し、非常に個体数が減少しており、絶滅危惧IB類に指定されている。
絶滅危惧IB類 (EN)（環境省レッドリスト）